# 茲加爾河

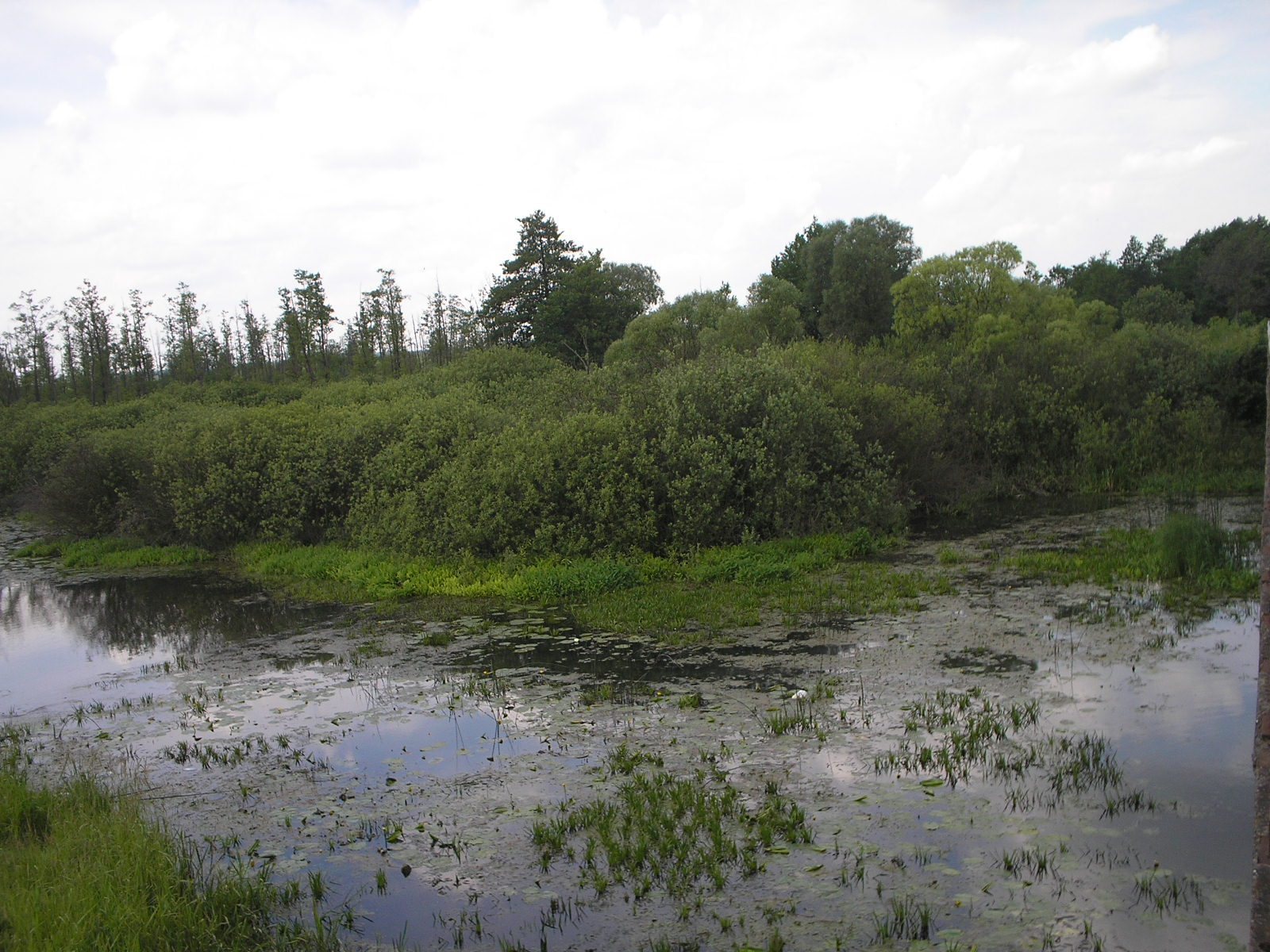

茲加爾河（羅馬化：Zhar）是烏克蘭的河流，位於該國西部，屬於南布格河的右支流，發源自茲哈羅克西南面，流經赫梅利尼茨基州和文尼察州，河道全長95公里，流域面積1,170平方公里。